# Олекас, Юозас
Юо́зас О́лекас (лит. Juozas Olekas, род 30 октября 1955, Большой Унгут, Красноярский край, РСФСР) — литовский политический и государственный деятель. Член  Социал-демократической партии Литвы (СДПЛ). Депутат Европейского парламента с 2019 года.

## Биография
Родился 30 октября 1955 года в посёлке Большой Унгут Красноярского края. В 1974 году окончил школу в Вилкавишкисе. В 1974—1976 годах учился в Каунасском медицинском институте. В 1976 году поступил на медицинский факультет Вильнюсского университета, который окончил в 1980 году. В 1989 году был избран народным депутатом СССР от Вилкавишкского национально-территориального избирательного округа Литовской ССР. В 1990—1992 годах занимал должность министра здравоохранения Литвы. С 1996 по 2012 годы являлся членом Сейма Литвы. В 2006—2008 годах являлся министром обороны Литвы. В 2012 году вновь занял этот пост.

## Личная жизнь
Женат. Супругу зовут Аурелия, у них трое детей, две девочки и один мальчик.

## Награды и премии
- Командор ордена Оранских-Нассау (2008, Нидерланды)[2];
- Медаль Независимости Литвы (2000)[2];
- Орден Креста земли Марии 2 класса (2013, Эстония)[2];